# Kunstigt organ
Et kunstigt organ er en menneskeskabt mekanisk eller -vævs teknologi, som er implanteret eller integreret i et menneske – eller med levende væv - for at erstatte et naturligt organ, for at kopiere eller forstærke bestemte funktioner. Den udskiftede funktion behøver ikke at være livsnødvendig, men det er den ofte. For eksempel kan udskiftning af knogle og led, såsom dem, der findes i hofteudskiftninger. De betragtes også som kunstige organer. 